# A-inspektion
A-inspektion er et finsk firma med en række aktiviteter indenfor transportområdet. A-inspektion syner biler, driver køreskoler og foretager forskellige former for tests af køretøjer. A-inspektion syner biler i landene omkring Østersøen
A-inspektion var tidligere aktiv i Danmark. Selskabet havde dog underskud på driften og havde i 2006 et underskud på 20 mio. kr. (Kilde: FDM). A-inspektion solgte herefter sine aktiviteter i Applus+.